# Layza
Die Layza ist ein Fluss in Frankreich, der in den Regionen Nouvelle-Aquitaine und Okzitanien verläuft. Sie entspringt beim Weiler Bellocq, im westlichen Gemeindegebiet von Montaner, entwässert generell in nördlicher Richtung  und mündet nach rund 28 Kilometern im Gemeindegebiet von Hères als rechter Nebenfluss in den Louet. Auf seinem Weg durchquert die Layza die Départements Pyrénées-Atlantiques und  Hautes-Pyrénées.

## Orte am Fluss
(Reihenfolge in Fließrichtung)
- Bellocq, Gemeinde Montaner
- Pontiacq-Viellepinte
- Lamayou
- Castéra-Loubix
- Larreule
- Maubourguet
- Sombrun
- Caussade-Rivière
- Hères